# Sanité Bélair
Sanité Bélair (Verettes, 1781 - 5 de outubro de 1802) foi uma soldado e revolucionária haitiana, tenente do exército de Toussaint Louverture, uma das poucas mulheres a lutar pela independência do país. Apelida pelos companheiros de luta de "tigresa", hoje é considerada uma heroína nacional no Haiti.

## Biografia
Sanité, nascida Suzanne no distrito de Verettes, em 1781, nasceu alforriada, com direito a ter terras e a ter alguma educação formal. Pouco se sabe sobre sua vida quando criança. Sabe-se que em 1791 ela liderou uma rebelião de escravos na região de Artibonite junto de Charles Bélair, um dos imediatos, e depois general, de Toussaint Louverture. Sanité se casaria com Charles em 1796. Tornou-se bastante ativa na Revolução Haitiana, primeiro como sargento e depois como tenente durante os conflitos com tropas francesas enviadas por Napoleão.
Em 1802 ficou famosa durante as batalhas que aconteceram nas montanhas Matheux, ao norte da capital Porto Príncipe. Por mais de dois meses, ela lutou ao lado do marido contra os exércitos do general Charles Leclerc, sendo reconhecida por seu vigor em batalha. Algumas fontes indicam que foi ela e não o marido quem liderou as tropas no combates daquele dia. Os franceses, por sua vez, a descreviam como brutal e vingativa. Após as batalhas, o jovem secretário de seu marido Charles, é acusado por vários soldados de ser um espião francês, mas Charles estava relutante de puni-lo. Sanité acabou por fazê-lo pouco depois.

## Captura e execução
O casal foi perseguido pelo comandante Faustin Répussard e se refugiou nos arredores de Artibonite. O comandante lançou um ataque surpresa e acabou capturando Sanité. Seu marido acabou se entregando ao exército francês para não ficar longe dela. O casal foi então enviado ao general Leclerc, que os condenou à morte assim que chegaram à região hoje conhecida por Cabo Haitiano. Considerando a patente dos dois, Charles foi condenado ao fuzilamento e Sanité a ser decapitada.
Enquanto o marido era amarrado perante o pelotão de fuzilamento, conta-se que Sanité o exaltava e o lembrava do grande soldado que era e que morreria com bravura. Quando chegou sua hora, Sanité se negou a ser vendada que queria ser morta como um soldado. Sem conseguir amarrá-la à pedra de decapitação, o pelotão acabou por fuzilá-la, ao lado do corpo do marido. Suas últimas palavras teriam sido:
| “ | Viva a liberdade, abaixo à escravidão. | ” |

## Legado
Sanité é hoje considerada uma das heroínas da Revolução Haitiana. Em 2004 ela foi representada na nota de 10 do gourde haitiano na série comemorativa dos 200 anos do Haiti. Foi a única mulher a ser representada na série e a segunda mulher, depois de Catherine Flon, a ser representada em uma nota oficial do banco haitiano.